# جاني كلير
جاني كلير (بالفرنسية: Jany Clair)‏ هي ممثلة فرنسية، ولدت في 2 سبتمبر 1938 في فرنسا.

## وصلات خارجية
- جاني كلير على موقع IMDb (الإنجليزية)
- جاني كلير على موقع ألو سيني (الفرنسية)
- جاني كلير على موقع قاعدة بيانات الفيلم (الإنجليزية)